# Танджон (станция метро)
«Танджон» (кор. 당정역) — наземная станция Сеульского метро на Первой (Линия Кёнбусон). Станция была открыта на уже действующем участке 1-й очереди Первой линии. На станции установлены платформенные раздвижные двери.
Она представлена двумя островными платформами. Станция обслуживается Корейской национальной железнодорожной корпорацией (Korail). Расположена в квартале Танджон-дон города Кунпхо (провинция Кёнгидо, Республика Корея).
На Первой линии поезда Кёнбусон зелёный экспресс (SC: Gyeongbu green express), Кёнбусон красный экспресс (GB: Gyeongbu red express. A Йонсан—Чонан и С Йондынпхо—Пёнчом), Кёнвон экспресс (GWː Gyeongwon) и Кёнкин экспресс (GI: Gyeongin) не обслуживают станцию.
Пассажиропоток — на 1 линии 13 206 чел/день (на 2013 год),.